# Xã Hillman, Quận Kanabec, Minnesota
Xã Hillman (tiếng Anh: Hillman Township) là một xã thuộc quận Kanabec, tiểu bang Minnesota, Hoa Kỳ. Năm 2010, dân số của xã này là 444 người.